# Władysław Żyła
Władysław Żyła (ur. 21 stycznia 1877 w Bursztynie, zm. 18 maja 1925 we Lwowie) – polski duchowny, pedagog, ksiądz rzymskokatolicki.
W 1894 ze stopniem celującym ukończył VII klasę w C.K. Gimnazjum w Stanisławowie. Po ukończeniu tego gimnazjum w 1895 wstąpił do Seminarium Duchownego we Lwowie. Równocześnie kształcił się na Wydziale Teologicznym Uniwersytetu Franciszkańskiego. Został wyświęcony na kapłana w 1899.
Dekretem C.K. Rady Szkolnej Krajowej z dnia 6 września 1913 L. 1490S/IV profesor C.K. Wyższego Gimnazyum I. z językiem wykładowym polskim w Tarnopolu ks. Władysław Żyła został przeniesiony do C.K. II Gimnazjum we Lwowie w tym samym charakterze.
Zmarł 18 maja 1925 roku we Lwowie. Został pochowany 20 maja 1925 na Cmentarzu Janowskim we Lwowie, nabożeństwo żałobne prowadził ks. Kazimierz Wais. W 1926 zlikwidowano Katedrę Sztuki Kościelnej na Uniwersytecie Lwowskim, ponieważ nie udało się znaleźć kandydata dostatecznie przygotowanego do jej prowadzenia.

## Prace
- Kościół OO. Dominikanów w Tarnopolu : 1749-1779. Lwów, 1917.
- Kościół i klasztor Dominikanów we Lwowie. Lwów, 1923.